# Spirurida
Ne doit pas être confondu avec Spirurina.
Ordre
Les Spirurida sont un ordre de nématodes (les nématodes sont un embranchement de vers non segmentés, recouverts d'une épaisse cuticule et mènant une vie libre ou parasitaire). Selon World Register of Marine Species (23 mai 2021), Spirurida est synonyme de Spiruromorpha.

## Liste des familles
Selon GBIF (23 mai 2021) :
- Acuariidae
- Anguillicolidae
- Carnoyidae
- Creagrocercidae
- Cystidicolidae
- Drilonematidae
- Filariidae
- Gnathostomatidae
- Gongylonematidae
- Habronematidae
- Lucionematidae
- Mesidionematidae
- Onchocercidae
- Phlyctainophoridae
- Physalopteridae
- Scolecophilidae
- Setariidae
- Spirocercidae
- Spiruridae
- Steinertetanonematidae
- Thelaziidae
- Tricheilidae
- Xustromatidae
- Dichelyne
- Gracilioxyuris Feijo, Torres, Maldonado & Lanfredi, 2008